# Prodotto di Kulkarni-Nomizu
In geometria differenziale, il prodotto di Kulkarni–Nomizu è una specifica operazione algebrica tra tensori. Ad ogni coppia di tensori del tipo (0, 2) (i.e., due indici covarianti) il prodotto di Kulkarni–Nomizu associa un tensore del tipo (0, 4) (i.e., quattro indici covarianti).

## Definizione
Se h e k sono due tensori simmetrici del tipo (0, 2) definiti su una varietà differenziabile M, allora il prodotto di Kulkarni–Nomizu è definito dalla formula:
{\displaystyle {\begin{aligned}(h{~\wedge \!\!\!\!\!\!\!\!\;\bigcirc ~}k)(X_{1},X_{2},X_{3},X_{4}):={}&h(X_{1},X_{3})k(X_{2},X_{4})+h(X_{2},X_{4})k(X_{1},X_{3})\\&{}-h(X_{1},X_{4})k(X_{2},X_{3})-h(X_{2},X_{3})k(X_{1},X_{4})\\[3pt]{}={}&{\begin{vmatrix}h(X_{1},X_{3})&h(X_{1},X_{4})\\k(X_{2},X_{3})&k(X_{2},X_{4})\end{vmatrix}}+{\begin{vmatrix}k(X_{1},X_{3})&k(X_{1},X_{4})\\h(X_{2},X_{3})&h(X_{2},X_{4})\end{vmatrix}}\end{aligned}}}
dove Xj sono vettori tangenti e {\displaystyle |\cdot |} denota il determinante di una matrice. Si noti che il prodotto di Kulkarni–Nomizu gode della proprietà {\displaystyle h{~\wedge \!\!\!\!\!\!\!\!\;\bigcirc ~}k=k{~\wedge \!\!\!\!\!\!\!\!\;\bigcirc ~}h}, come si vede facilmente dalla seconda espressione.
Rispetto alla base {\displaystyle \{\partial _{i}\}} del fibrato tangente, esso assume la forma seguente
{\displaystyle (h~\wedge \!\!\!\!\!\!\!\!\;\bigcirc ~k)_{ijlm}=(h{~\wedge \!\!\!\!\!\!\!\!\;\bigcirc ~}k)(\partial _{i},\partial _{j},\partial _{l},\partial _{m})=2h_{i[l}k_{m]j}+2h_{j[m}k_{l]i}\,,}
dove {\displaystyle [\dots ]} denota l'operazione di antisimmetrizzazione totale (su tutti gli indici considerati).
Il prodotto Kulkarni–Nomizu è un caso speciale del prodotto nell'algebra graduata
{\displaystyle \bigoplus _{p=1}^{n}S^{2}\left(\Omega ^{p}M\right),}
dove, sugli elementi semplici,
{\displaystyle (\alpha \cdot \beta ){~\wedge \!\!\!\!\!\!\!\!\;\bigcirc ~}(\gamma \cdot \delta )=(\alpha \wedge \gamma )\odot (\beta \wedge \delta )}
({\displaystyle \odot } denota il prodotto simmetrico tra tensori.